# Nespelem Community
Nespelem Community est une census-designated place du comté d'Okanogan, dans l'État de Washington, aux États-Unis.